# Парацельс
Параце́льс (лат. Paracelsus, настоящее имя Фили́пп Аурео́л Теофра́ст Бомба́ст фон Хо́хенхайм, нем. Philippus Aureolus Theophrastus Bombastus von Hohenheim; родился, предположительно, в 1493 году, Эг, кантон Швиц — умер 24 сентября 1541 года, Зальцбург) — швейцарский алхимик, врач, философ, естествоиспытатель, натурфилософ эпохи Возрождения, один из основателей ятрохимии.
Подверг критическому пересмотру идеи древней медицины. Способствовал внедрению химических препаратов в медицину. Считается одним из основателей современной науки.
Изобретённый им самим, псевдоним Парацельс, согласно устаревшим представлениям, означает в переводе с латыни (пара — «около, рядом») «приблизившийся к Цельсу», древнеримскому энциклопедисту и знатоку медицины I века. Согласно современным исследованиям, псевдоним является учёной латинизацией немецкой фамилии Гогенгейм (Hohenheim).
Современники сравнивали деятельность Парацельса с деятельностью Мартина Лютера, так как, подобно Лютеру в религии, Парацельс стал великим реформатором в отрасли медицинской практики и теории.

## Биография
Парацельс родился в семье врача, по отцовской линии он происходил из старинного, но обедневшего швабского дворянского рода. Его мать — урождённая швейцарка — ухаживала за больными в местном аббатстве. Был очень тщедушного вида — большая голова и худенькие кривые ноги. В семье Парацельс получил прекрасное образование в области медицины и философии. К 16 годам он знал основы хирургии, терапии и хорошо ориентировался в основах алхимии. В 16 лет Парацельс навсегда покинул дом и уехал учиться в Базельский университет. После этого обучался в Вюрцбурге у аббата Иоганна Тритемия, одного из величайших адептов магии, алхимии и астрологии. Университетское образование Парацельс получил в Ферраре, здесь же был удостоен степени доктора обеих медицин.

### Скитания
С 1517 года Парацельс предпринимал многочисленные путешествия и, возможно, являлся предшественником или основателем тайных обществ, которые появляются в XVII веке в Европе), посещал различные университеты Европы, участвовал в качестве медика в военных кампаниях, наведывался в имперские земли, во Францию, Англию, Шотландию, Испанию, Португалию, Скандинавские страны, Польшу, Литву, Пруссию, Венгрию, Трансильванию, Валахию, государства Апеннинского полуострова (ходили слухи, что он побывал в Северной Африке, Палестине, Константинополе, России и в татарском плену).
По свидетельству ван Гельмонта, в 1521 году Парацельс прибыл в Константинополь и получил там Философский камень. Адептом, от которого Парацельс получил этот камень, был, как упоминается в некоей книге «Aureum vellus» (Золотое руно — лат.) (напечатанной в Роршахе в 1598 г.), некий Соломон Трисмозин, или Пфайфер, соотечественник Парацельса. Говорится, что этот Трисмозин обладал также панацеей; утверждают, что в конце XVII века он был ещё жив: его видел какой-то французский путешественник.
Парацельс путешествовал по придунайским странам и посетил Италию, где служил военным хирургом в имперской армии и принял участие во множестве военных экспедиций того времени. В своих странствиях он собрал много полезных сведений, причём не только от врачей, хирургов и алхимиков, но и общаясь с палачами, цирюльниками, пастухами, повитухами и предсказателями. Он черпал знания и от великих, и от малых, у учёных и среди простонародья; его можно было встретить в компании погонщиков скота или бродяг, на проезжих дорогах и в трактирах, что послужило поводом для жестоких упрёков и поношений, которыми в своей ограниченности осыпали его враги. Проведя в скитаниях десять лет, то применяя на практике своё искусство врача, то преподавая или изучая, по обычаю тех времён, алхимию и магию, в возрасте тридцати двух лет он возвратился обратно в Германию, где вскоре прославился после нескольких удивительных случаев исцеления больных.
В 1526 г. приобрёл право бюргера в Страсбурге, а в 1527 г. по протекции известного книгоиздателя Иоганна Фробена стал городским врачом Базеля. Также в 1527 г., по рекомендации Оксколампадия, городской совет назначил его профессором физики, медицины и хирургии, положив высокое жалование. В Базельском университете он читал курс медицины на немецком языке, что было вызовом всей университетской традиции, обязывавшей преподавать только на латыни. Его лекции, в отличие от выступлений коллег, не были простым повторением мнений Галена, Гиппократа и Авиценны, изложение которых являлось единственным занятием профессоров медицины того времени. Его учение было действительно его собственным, и он преподавал его невзирая на чужие мнения, заслуживая этим аплодисменты студентов и ужасая своих ортодоксальных коллег тем, что нарушал установленный обычай учить только тому, что можно надёжно подкрепить устоявшимися, общепринятыми свидетельствами, независимо от того, было ли это совместимо с разумом и истиной. В 1528 г., в результате конфликта с городскими властями, Парацельс переехал в Кольмар. В это время был почти на 10 лет отлучён от академии.
В 1529 и 1530 гг. посетил Эсслинген и Нюрнберг. «Настоящие» врачи из Нюрнберга ославили его как мошенника, шарлатана и самозванца. Чтобы опровергнуть их обвинения, он попросил городской совет доверить ему лечение нескольких пациентов, чьи болезни считались неизлечимыми. К нему направили несколько больных слоновой болезнью, которых он излечил за короткое время, не прося никакой платы. Свидетельства этого можно найти в городском архиве Нюрнберга.
Парацельс изобрёл несколько эффективных лекарств. Одно из его крупных достижений — объяснение природы и причин силикоза (профессиональная болезнь горняков).
В последующие годы Парацельс много путешествовал, писал, лечил, исследовал, ставил алхимические опыты, проводил астрологические наблюдения. В 1530 г. в одном из замков Бератцхаузена он завершил работу над «Парагранумом» (1535). После непродолжительного пребывания в Аугсбурге и Регенсбурге перебрался в Санкт-Галлен и в начале 1531 г. закончил здесь многолетний труд о происхождении и протекании болезней «Парамирум» (1532). В 1533 г. он остановился в Филлахе, где написал «Лабиринт заблуждающихся медиков» (1533) и «Хроника Картинии» (1535).
Парацельс описал заболевание горняков («Шнеебергская лёгочная болезнь»; «Von der Bergsucht und anderen Bergkrankheiten» написано им предположительно в 1533—1534 гг., но опубликовано только после смерти учёного в 1567 году), которое позднее было идентифицировано как рак лёгких. Заболевание шахтёров оказалось связанным с воздействием ионизирующих излучений радона и короткоживущих продуктов его распада, накапливающихся в воздухе плохо вентилируемых шахт.

### Последние годы
В последние годы жизни были созданы трактаты «Философия» (1534), «Потаённая философия» (первое издание осуществлено в переводе на фламандский язык, 1533), «Великая астрономия» (1531) и ряд небольших натурфилософских работ, в их числе «Книга о нимфах, сильфах, пигмеях, саламандрах, гигантах и прочих духах» (1536).
После этого он побывал в Мерене, Каринтии, Крайне и в Венгрии и в итоге осел в Зальцбурге, куда был приглашён герцогом Эрнстом, пфальцграфом Баварским, большим любителем тайных наук. Там Парацельс наконец смог увидеть плоды своих трудов и обрести славу. Наконец-то он может заняться врачебной практикой и писать труды, не заботясь о том, что завтра, быть может, ему придётся перебираться в другой город. У него собственный домик на окраине, кабинет и лаборатория.
24 сентября 1541 года, находясь в маленьком номере гостиницы «Белая лошадь» на набережной Зальцбурга, он умер после непродолжительной болезни (в возрасте 48 лет и трёх дней). Был похоронен на кладбище городской церкви св. Себастьяна.
Обстоятельства его смерти до сих пор не ясны, но самые последние исследования подтверждают версию его современников, согласно которой Парацельс во время званого обеда подвергся вероломному нападению бандитов, нанятых кем-то из лекарей, его врагов. В результате падения на камень он проломил череп, что спустя несколько дней и привело к смерти.

## Посмертная судьба. Памятник

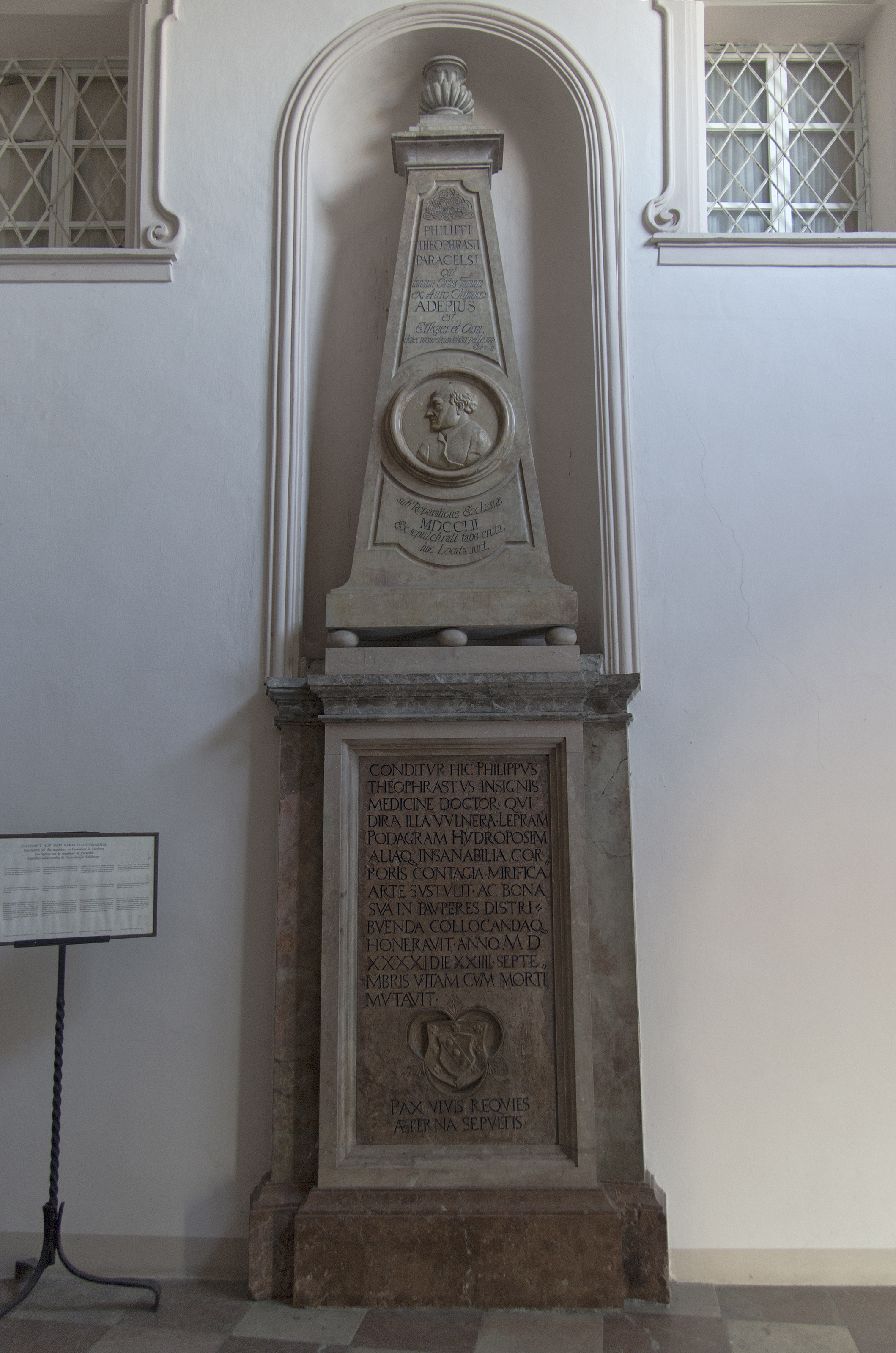

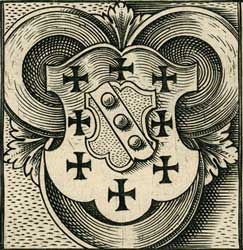

Немецкий врач С. Т. фон Земмеринг обследовал череп Парацельса, который благодаря его необычному строению невозможно спутать ни с каким другим, и заметил трещину, проходящую через височную кость (череп часто трогали, и с течением времени она увеличилась и стала хорошо заметна). Он уверен, что такая трещина могла возникнуть только при жизни Парацельса, поскольку кости твёрдого, но старого и высохшего черепа нельзя было бы разделить подобным образом.
Останки Парацельса были эксгумированы в 1752 году во время перестройки здания церкви св. Себастьяна в Зальцбурге и перезахоронены за стеной, что окружает двор перед часовней св. Филиппа Нери, пристроенной к церкви; в этом месте сейчас ему стоит памятник.
Памятник
- В центре пирамиды из белого мрамора имеется углубление с его портретом, а выше — надпись на латыни: Philippi Theophrasti Paracelsi qui tantam orbis famam ex auro chymico adeptus est effigies et ossa donec rus circumdabitur pelle sua.
(«Филиппа Теофраста Парацельса, который стяжал столь великую славу мира за [открытие] химического золота, изображение и кости; и пока снова не покроется своей плотью», по-немецки: «Philip Theophrastus Paracelsus, der durch chemisches Gold, das Bildnis und die Knochen so viel Weltruhm erlangte, bis das Land von seiner Haut umgeben war».;
- Под портретом: Sub reparatione ecclesiae MDCCLXXII. ex sepulchrali eruta heic locata sunt.
(«По причине ремонта церкви [в год] 1772 из могильного тления из-за эпидемии были выкопаны и здесь помещены» [кости Парацельса]);
- На основании памятника: Conditur hic Philippus Theophrastus insignis Medicinae Doctor qui dira ilia vulnera Lepram Podagram Hydropsin alique insanabilia corporis contagia mirifica arte sustulit et bona sua in pauperes distribuenda locandaque honoravit. Anno MDXXXXI. Die xxiv. Septembris vitam cum morte mutavit.
(«Здесь лежит Филипп Теофраст звания Доктор Медицины, что те многие язву, проказу, подагру, водянку и некоторые неизлечимые заразные болезни тела чудесным искусством излечил и распределением и отдачей своего имущества бедных почтил. В год 1541, в 24-й день сентября, сменил жизнь на смерть»).

Под этой надписью виден герб Парацельса в виде серебристого луча, на котором расположены один за другим три чёрных шара, а внизу слова:
- Pax vivis requies aeterna sepultis.;
- Мир живым, вечный покой умершим.
- Friede den Lebenden und der ewigen Ruhe begraben.

На чёрной доске в левой части памятника имеется перевод этих слов на немецкий язык. Две последние надписи явно были перенесены с первоначального памятника, а та, что относится к портрету, была добавлена в 1572 г.

## Учение Парацельса
- Средневековой медицине, в основе которой лежали теории Гиппократа, Галена и Авиценны, он противопоставил «спагирическую» медицину, созданную на базе учения Гиппократа. Он учил, что живые организмы состоят из тех же ртути, серы, солей и ряда других веществ, которые образуют все прочие тела природы; когда человек здоров, эти вещества находятся в равновесии друг с другом; болезнь означает преобладание или, наоборот, недостаток одного из них. Одним из первых начал применять в лечении химические средства.
- Парацельса считают предтечей современной фармакологии, ему принадлежит фраза: «Всё есть яд, и ничто не лишено ядовитости; одна лишь доза делает яд незаметным» (в популярном изложении: «Всё — яд, всё — лекарство; то и другое определяет доза»). В другом изложении эта фраза звучит более поэтично — «Лекарство — яд, но яд — лекарство. Одна лишь доза превратит лекарство в яд, и яд в лекарство…». "Всё есть ЯД, только доза определяет"Alle Dinge sind Gift, und nichts ist ohne Gift, allein die Dosis macht dass ein Ding kein Gift ist.[9]
- По мнению Парацельса, человек — это микрокосм, в котором отражаются все элементы макрокосма; связующим звеном между двумя мирами является сила «М» (с этой буквы начинается имя Меркурия). По Парацельсу, человек (который также является квинтэссенцией, или пятой, истинной сущностью мира) производится Богом из «вытяжки» целого мира и несёт в себе образ Творца. Не существует никакого запретного для человека знания, он способен и, согласно Парацельсу, даже обязан исследовать все сущности, имеющиеся не только в природе, но и за её пределами.

Человеческая сущность у Парацельса включает 7 элементов:
1. «элементарное тело» (тело материальное или физическое; «Chat» у египтян и «Guf» у евреев),
2. «archaeus» (электромагнетическое тело, дающее фосфористый свет; начало, без которого физическое тело не может ни существовать, ни двигаться; «Анх» египтян и «Coach-ha-guf» евреев);
3. «evestrum» (звёздное, астральное тело; «Ка» египтян и «Nephesh» евреев), родина которого — астральный мир; оно представляет собой точную копию материального тела, может покидать физическое тело, сопровождает дух человека после его смерти;
4. «spiritus animalis» (животная душа, «Hati» или «Ab» египтян, «Ruach» евреев), где сосредоточиваются низменные, животные, эгоистические инстинкты и страсти;
5. «anima intelligens» (разумная душа, «Bai, Ba» египтян и «Neshamah» евреев) — форма, в которую облекается человеческая душа в высших сферах в момент воссоединения с ангельским миром;
6. «anima spiritualis» (духовная душа, духовное тело; «Cheybi» египтян и «Chaijah» евреев) — божественного происхождения, местопребывание всех благороднейших и возвышенных стремлений человека,
7. «человек Нового Олимпа» — искра Божества, часть божественного «я», пребывающая в человеке.

- Парацельс применил к медицине идеи Агриппы о симпатии и антипатии и на основании их построил учение о специальных средствах для каждой части организма (арканумы) и о возможности переносить болезнь с человека на растения или животное, или зарывать её вместе с человеческими выделениями в землю[10].
- Парацельс оставил ряд алхимических сочинений, в том числе: «Химическая псалтирь, или Философские правила о Камне Мудрых»[12] , «Азот, или О древесине и нити жизни»[13] и др. В одном из этих сочинений употребил термин гном.
- Именно он дал название металлу цинку, использовав написание «zincum» или «zinken» в книге Liber Mineralium II[14]. Это слово, вероятно, восходит к нем. Zinke, означающее «зубец» (кристаллиты металлического цинка похожи на иглы)[15].

### Ученики и последователи
- Турнейссер, Леонард (1531—1596) — швейцарский врач.
- Вайгель, Валентин (Вейгель; 1533—1588) — немецкий протестантский богослов и философ, имевший много последователей (вейгелианцы).
- Северинус, Петр (Педер Сёренсен; англ. Peder Soerensen; 1540—1602) — датский врач, автор книг: «Idea medicinae philosophicae» (1571), «Epistola scripta Th. Paracelso» (1572)[16].
- Либавий, Андреас (Либавиус; 1555—1616) — немецкий врач.
- Кунрат, Генрих (1560—1605) — немецкий философ и алхимик, автор «Амфитеатра вечной мудрости» (1595).
- Тюрке де Майерн (нем. Théodore Turquet de Mayerne; 1573—1655) — швейцарский врач.
- Фладд, Роберт (Флудд; 1574—1637) — английский врач[17].
- Ди Капуа, Леонардо (1617—1695) — итальянский врач.

Учение Парацельса и его последователей называется ятрохимией, которую самостоятельно развивали также:
- Ван Гельмонт (1580—1644) — нидерландский врач;
- Тахений, Отто (Тахениус; англ. Otto Tachenius; 1610—1680) — немецкий фармацевт;
- Сильвий, Франциск (1614—1672) — голландский врач.

Также Густав Шведский (1568—1607), сын шведского короля Эрика XIV и бывшей служанки, за свои обширные знания имел прозвище «второго Парацельса».

## Труды
Опубликованные при жизни
- Die große Wundarzney. Ульм, Hans Varnier, 1536; Аугсбург, Haynrich Stayner (Steyner), 1536; Франкфурт-на-Майне, Georg Raben и Weygand Hanen, 1536.
- Vom Holz Guaico, 1529.
- Von der Frantzösischen kranckheit Drey Bücher, 1530.
- Vonn dem Bad Pfeffers in Oberschwytz gelegen, 1535.
- Prognostications, 1536.

Посмертные публикации
- Wundt unnd Leibartznei. Франкфурт-на-Майне, Christian Egenolff, 1549; Christian Egenolff, 1555; Christian Egenolff (младший), 1561.
- Von der Wundartzney: Ph. Theophrasti von Hohenheim, beyder Artzney Doctoris, 4 Bücher. Pietro Perna[англ.], 1577.
- Von den Krankheiten so die Vernunfft Berauben. Базель, 1567.
- Archidoxa. Краков, 1569.
- Kleine Wundartzney. Базель, Peter Perna, 1579.
- Opus Chirurgicum, Bodenstein. Базель, 1581.
- Медицинские и философские трактаты — четырёхтомник, Базель, Huser, 1589.
- Хирургические труды. Базель, Huser, 1591 и Zetzner, 1605.
- Медицинские и философские трактаты — Страсбургское издание, 1603.
- Kleine Wund-Artzney. Страсбург, Ledertz, 1608.
- Opera omnia medico-chemico-chirurgica, 3 тома. Женева, 1658.
- Liber de Nymphis, sylphis, pygmaeis et salamandris et de caeteris spiritibus, 1566
- Philosophia magna, tractus aliquot, Кёльн, 1567.
- Philosophiae et Medicinae utriusque compendium, Базель, 1568.

## Память
- С 1941 г. Швейцарское химическое общество[нем.] за достижения на протяжении всей жизни вручает Премию Парацельса[нем.][20].
- В 1970 г. Международный астрономический союз присвоил имя Парацельса кратеру на обратной стороне Луны.

## В художественной литературе и кино
- В произведении Хорхе Луиса Борхеса «Роза Парацельса» одним из героев является Парацельс.
- В романе «Франкенштейн» главный герой находился под сильным влиянием трудов и идей Парацельса.
- Парацельс — один из главных героев романа братьев Вайнеров «Лекарство для Несмеяны» («Лекарство против страха»).
- Австрийский кинорежиссёр Георг Пабст в 1943 году снял фильм «Парацельс».
- Парацельс — одно из главных действующих лиц фильма «Вход в лабиринт», который был снят по мотивам романа братьев Вайнеров "Лекарство против страха".
- Часто упоминается в рассказах Г. Ф. Лавкрафта как автор оккультных трудов и алхимик, чьи произведения наряду с произведениями других средневековых учёных-оккультистов используются героями в мистических целях, например, при воскрешении мертвецов.
- Является прототипом для персонажа манги и аниме Стальной алхимик, который имеет имя «Ван Хоэнхайм» (а также по сюжету мог иметь имя «Теофраст Бомбаст»)
- В сериале Хранилище 13 выступает в качестве одного из антагонистов сериала, он убил 600 крестьян, чтобы создать философский камень ради обретения бессмертия, но потом был схвачен регентами 9 хранилища и превращён в бронзовую статую.
- Один из героев в произведении Кристофера Баркли «Собиратель реликвий».
- В фильме киноконцерна «Беларусьфильм» 2014 года «Невероятное перемещение» во времени, является одним из основных персонажей фильма, попавшего в наше время, благодаря сбою новой компьютерной программы минского школьника, и до его починки тайком от родителей, чтобы вернуться назад, приспосабливающегося к реалиям нашего времени. Вернулся в свою эпоху с таблетками, помогшими ему сделать прорыв в фармакологии.
- В книгах о Гарри Поттере Парацельс был изображён на карточках от шоколадных лягушек. Одна такая карточка попалась Гарри Поттеру, когда тот впервые ехал в Хогвартс на поезде в 1991 году, также бюст Парацельса находится в одном из коридоров Хогвартса.
- В компьютерной игре "Lies of P" есть персонаж Джанджио, являвшийся членом ордена алхимиков и настоящее имя которого - Филлип Парацельс.